# Turquestão Oriental

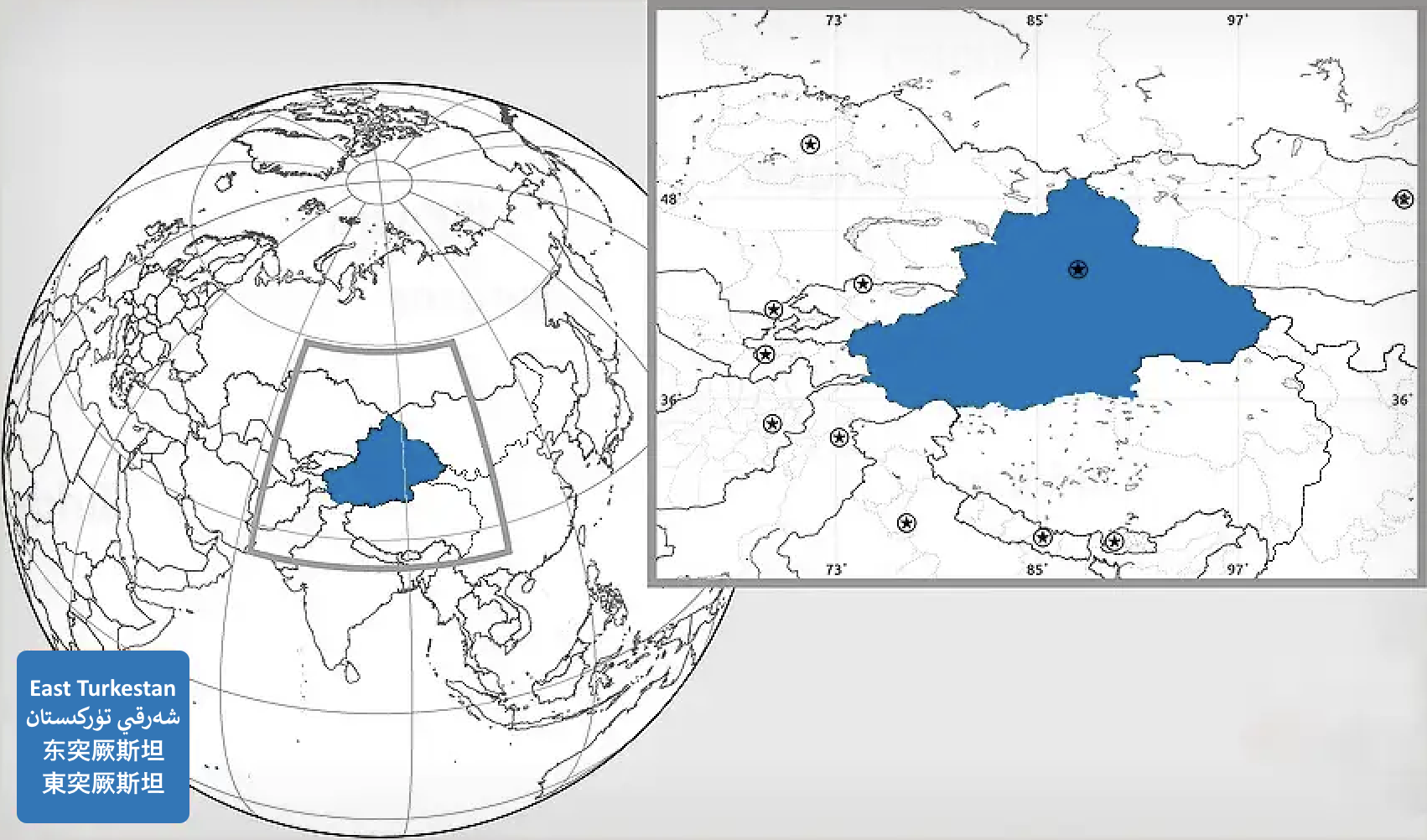
Extensão do Turquestão Oriental na Ásia Central, conforme definido pelo Governo do Turquestão Oriental no Exílio

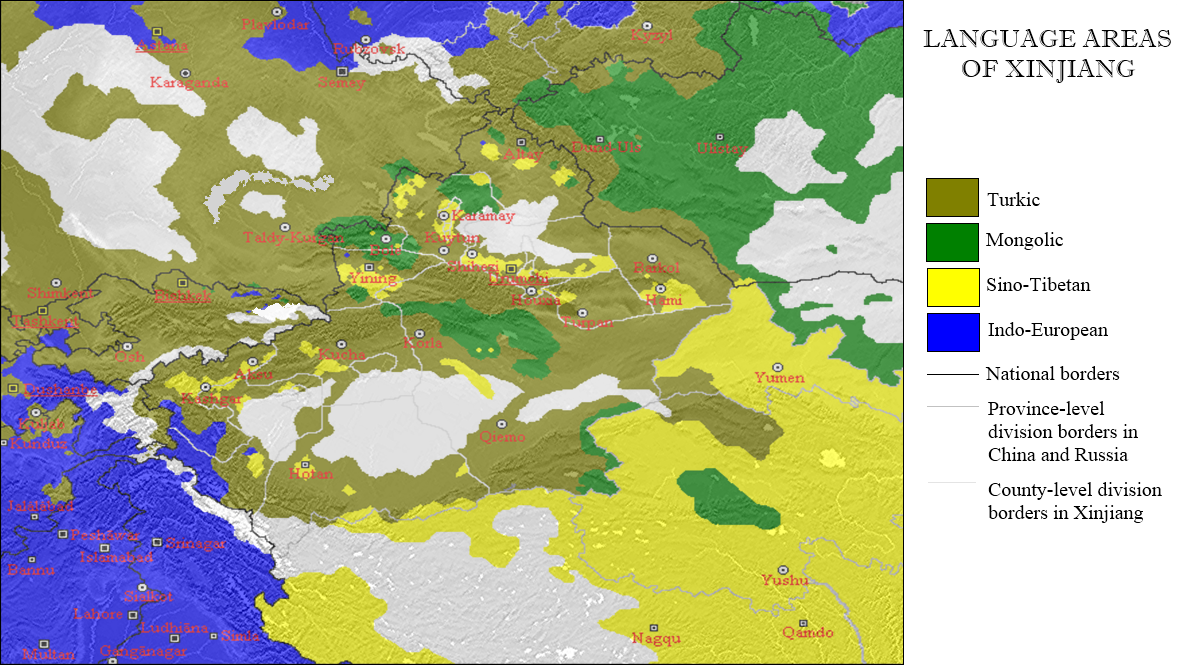
Línguas faladas na Turquestão Oriental

Turquestão Oriental ou Turquistão Oriental (em uigur: شەرقىي تۈركىستان, alfabeto latino uigur: Sherqiy Türkistan, alfabeto cirílico uigur: Шәрқий Туркистан), também conhecido como Uiguristão  (em uigur: ئۇيغۇرىستان, alfabeto cirílico uigur: Уйғуристан) é uma região geográfica vagamente definida na parte noroeste da República Popular da China, na encruzilhada da Ásia Oriental e da Ásia Central. O termo foi cunhado no século XIX por turcoólogos russos, incluindo Nikita Bichurin, que pretendiam que o nome substituísse o termo ocidental comum para a região, "Turquestão Chinês", que se referia à Bacia do Tarim no sul de Xinjiang ou Xinjiang como um todo durante a dinastia Qing. A partir do século XVII, Altishahr, que significa "Seis Cidades" em uigur, tornou-se o nome uigur para a Bacia do Tarim. Os uigures também chamavam a Bacia do Tarim de "Yettishar", que significa "Sete Cidades", e até mesmo "Sekkizshahr", que significa "Oito Cidades" em uigur. Os chineses da dinastia Han à dinastia Tang chamavam uma área sobreposta de "Regiões Ocidentais".
A partir do século XX, os separatistas uigures e seus apoiadores usaram o Turquestão Oriental como uma denominação para todo o Xinjiang (a Bacia do Tarim e Dzungaria) ou para um futuro Estado independente na atual Região Autônoma Uigur de Xinjiang. Eles rejeitaram o nome Xinjiang (que significa "Nova Fronteira" em chinês) por causa da perspectiva chinesa refletida no nome, e preferem Turquestão Oriental para enfatizar a conexão com outros grupos turcos ocidentais.
A Primeira República do Turquestão Oriental existiu de 12 de novembro de 1933 a 16 de abril de 1934 e a Segunda República do Turquestão Oriental existiu entre 12 de novembro de 1944 e 27 de junho de 1946. O Turquestão Oriental é um membro fundador da Organização das Nações e Povos Não Representados (UNPO), formada em 1991, onde foi representada inicialmente pelo Congresso Nacional do Turquestão Oriental e mais tarde pelo Congresso Mundial Uigur após 2004. Em setembro de 2004, o Governo do Turquestão Oriental no Exílio foi estabelecido em Washington, D.C